# William Aberhart

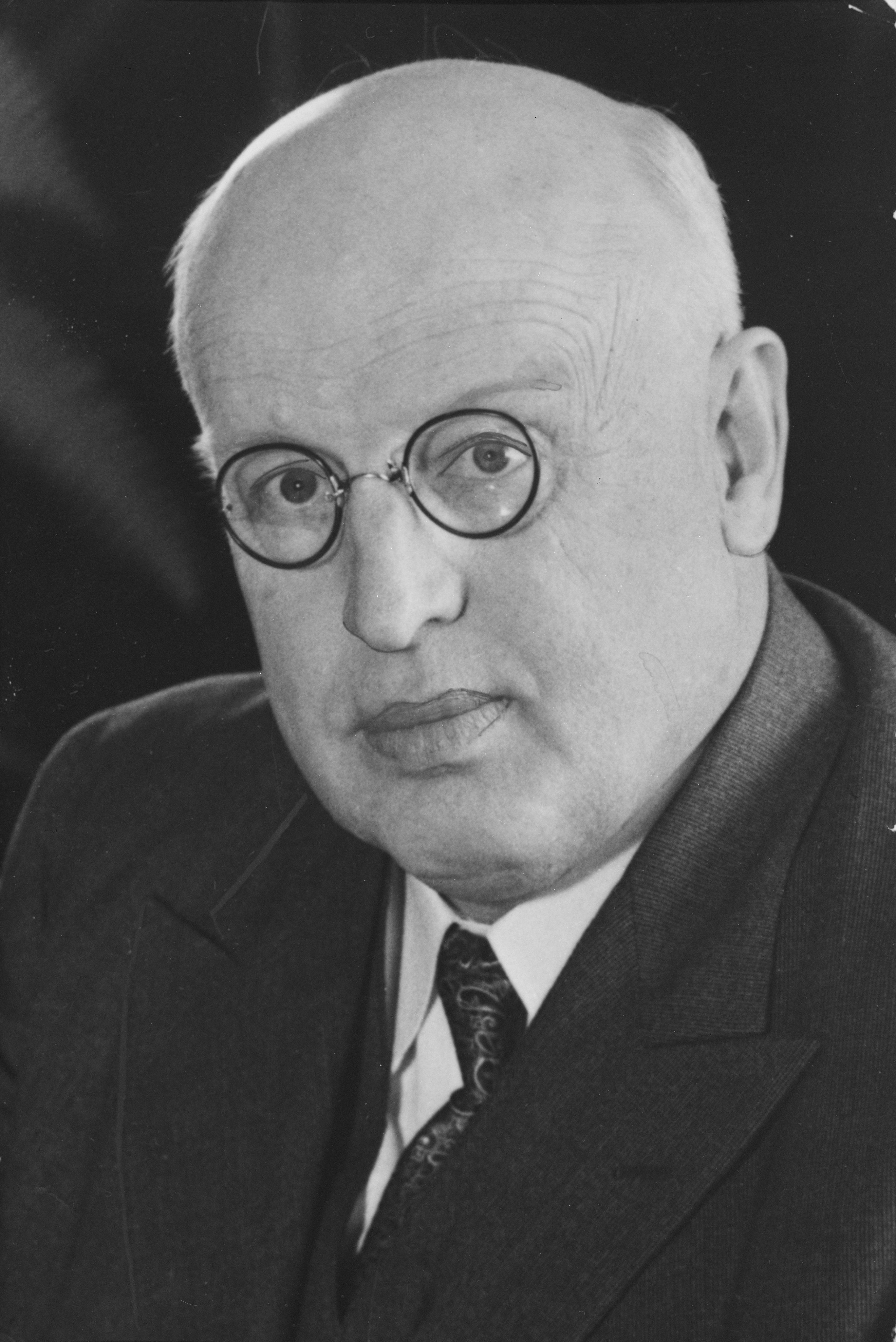
William Aberhart

William Aberhart (Kippen (Ontario), 30 december 1878 - Vancouver (Brits-Columbia), 23 mei 1943) was een Canadees politicus en de 7e premier van de provincie Alberta tussen 1935 en 1943.
Aberhart was van beroep onderwijzer en tijdens de Grote Depressie ontwikkelde hij een interesse voor de politiek. Hij werd mede-oprichter van de Social Credit Party of Alberta die bij provinciale verkiezingen in 1935 met grote meerderheid als overwinnaar uit de bus kwam. Aberhart diende als premier, minister van onderwijs en minister van justitie maar slaagde er niet in de hoofdpunten van het verkiezingsprogramma uit te oefenen daar de filosofie van de Social Credit Party berustte op het onder controle hebben van banken en de geldstroom, allen zaken die onder Federale verantwoordelijkheid vielen. Wetten die de regering door de provinciale wetgevende vergadering had geloodsd om dit te bewerkstelligen werden door de luitenant-gouverneur-generaal niet ondertekend en later door het Hooggerechtshof van Canada ongrondwettelijk verklaard.
Ondanks deze tegenslagen bleef Aberhart's partij echter populair onder de bevolking van Alberta en in 1940 wonnen zij met gemak de verkiezingen voor de Alberta Legislative Assembly. Aberhart overleed onverwachts op 23 mei 1943 tijdens een bezoek aan Vancouver. Hij werd opgevolgd door Ernest Manning.